# Prostitution Minderjähriger

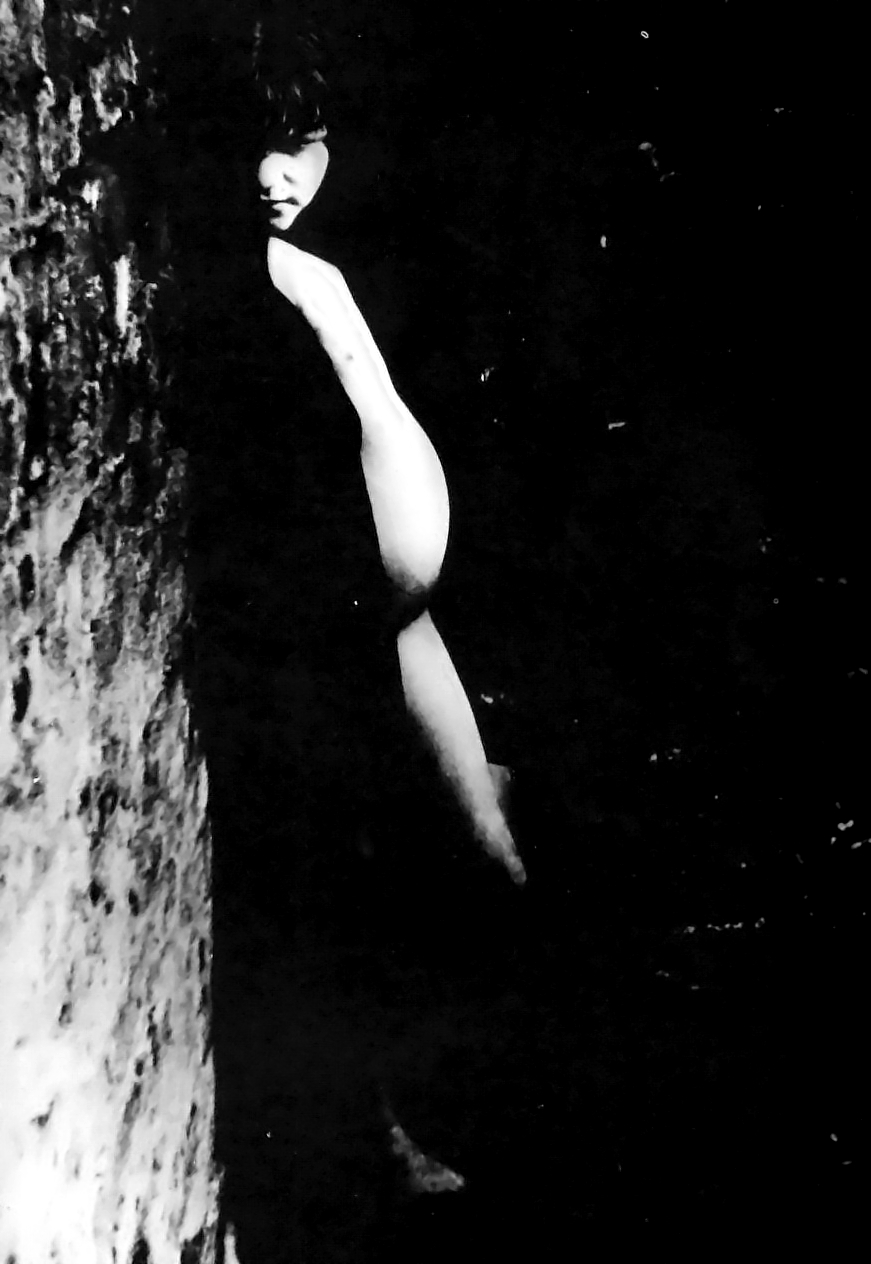
Eine schwangere Minderjährige in London um 1871

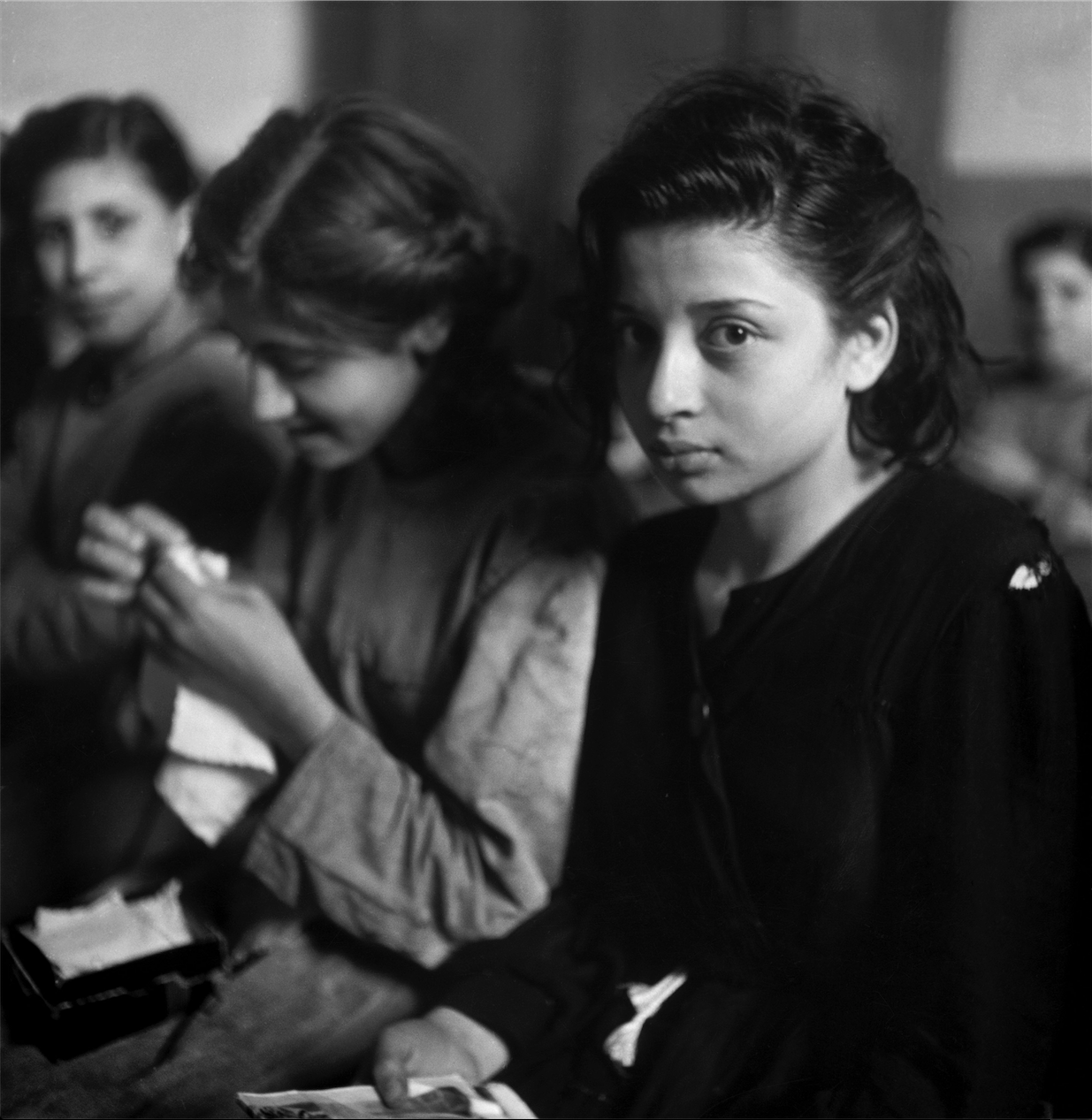
Junge Prostituierte im Albergo dei Poveri in Neapel (1948)

Die Prostitution Minderjähriger oder Kinderprostitution bezeichnet die Sexarbeit von Kindern, womit laut UN-Kinderrechtskonvention alle Personen jünger als 18 gemeint sind. In deutschsprachigen Ländern heißen sie stattdessen Minderjährige. Obwohl Kinderprostitution heute in allen UN-Mitgliedsstaaten verboten ist, wird sie dennoch in einigen Ländern (Thailand, Philippinen, Indien, Osteuropa) illegal praktiziert und teilweise für den Sextourismus geduldet. Kindliche Sexualität ist in der westlichen Welt ein Tabuthema, die Vorstellungen über Kinder, ihre Sexualität und auch über Prostitution sind kulturabhängig und umstritten.

## Geschichte
Im antiken Rom war Prostitution ein alltäglicher und überall anzutreffender Tatbestand. Aus historischen Quellen ist bekannt, dass auch Kinder – meist Sklaven – zur Verfügbarkeit als Prostituierte genötigt wurden. So sollen präpubertäre Jungen besonders beliebt in den Bordellen gewesen sein. In einem Epigramm von Martial berichtet dieser davon, dass Kaiser Domitian ein Gesetz zum Verbot der Kinderprostitution erlassen hatte (siehe auch Prostitution in der Antike).
Indische Eltern brachten ihre Töchter manchmal in die Hindu-Tempel, um sie nicht mehr versorgen zu müssen. Als Devadasi sollten diese Mädchen ursprünglich Tempeldienerinnen werden, über die Jahrhunderte hinweg wurde aus dieser traditionellen Rolle jedoch jene einer Tempelprostituierten, die den Priestern sexuell zu Diensten sein muss. Obwohl die Praxis mittlerweile illegal ist, ist sie laut einem Bericht von 2003 weiterhin gang und gäbe.
In Afghanistan gibt es seit Jahrhunderten die Tradition des Bacha bazi, den Verkauf von minderjährigen Jungen.
Auch in Europa war die Prostitution Minderjähriger bis ins späte 19. Jahrhundert und darüber hinaus weitverbreitet. Im Zeitraum 1800–1850 sollen die Hälfte aller im Großraum Paris tätigen Prostituierten Kinder bzw. Jugendliche gewesen sein. 1885 veröffentlichte der britische Investigativjournalist William T. Stead eine Reihe an Artikeln, die sich mit Kinderprostitution beschäftigten. Um der Öffentlichkeit zu demonstrieren, wie einfach es war, sich ein junges Mädchen zu kaufen, arrangierte er für die Recherche einen solchen Deal. Obwohl Stead das von ihm gekaufte Mädchen nicht anrührte, wurde er für sein Vorgehen verurteilt und saß drei Monate im Gefängnis. Eine Konsequenz seiner Berichterstattung war, dass das Schutzalter in England von 13 auf 16 Jahre angehoben wurde.
Heute findet eine Verlagerung der Anbahnung der Prostitution Minderjähriger in das Internet statt. In den Erotik-Rubriken von Kleinanzeigen-Plattformen bieten junge Menschen – viele minderjährig – mit sogenannten „TG-Treffen“ Sex gegen Taschengeld an.
Mit der COVID-19-Pandemie nahm auch die sexuelle Ausbeutung von Kindern über das Internet zu, in einigen Ländern Europas sogar um das Dreifache. Zusätzliche Freizeit und alltäglicher Leerlauf während des Lockdowns sollen dazu geführt haben, dass Täter mehr Zeit im Internet verbrachten und gefährdete Kinder sich aufgrund von Schulschließungen und Ausgangsbeschränkungen zu Hause eingesperrt fanden.

## Rechtliche Aspekte
Gemäß Artikel 34 der UN-Kinderrechtskonvention muss der Staat Kinder vor sexuellem Missbrauch schützen, somit auch vor kommerzieller sexueller Ausbeutung wie Prostitution und Verwendung für pornographische Darstellungen. Die Vertragsstaaten sind verpflichtet, hierfür alle geeigneten innerstaatlichen Maßnahmen zu treffen. Kinder sind nach der Konvention alle Personen jünger als 18 Jahre. Somit ist es nicht nur bei Kindern, sondern auch bei Jugendlichen, die bereits sexualmündig sind (siehe Schutzalter), nicht erlaubt, Minderjährige, die sich anbieten, als Kunde in Anspruch zu nehmen, ebenso ist es verboten, von ihnen pornografische Aufnahmen zu machen. Personen, die Kinder zur Prostitution veranlassen, machen sich in den meisten Ländern strafbar, wobei die Definitionen der Begriffe „Kinder“, „Prostitution“ und „Veranlassen“ stark variieren können.
Trotz aller Verbote und Bestimmungen ist es schwierig, die Kinderprostitution einzudämmen. Dies liegt zum einen am großen Markt, der insbesondere international nur schwer zu kontrollieren ist, aber auch an Gesetzen zum Schutz der Familie, die die staatliche Einmischung und Überwachung nur in begrenztem Maß zulassen. Jedoch kann beispielsweise ein deutscher Staatsbürger, der sich im Ausland durch den sexuellen Missbrauch an Kindern und Jugendlichen strafbar macht, in Deutschland nach deutschem Recht für seine Tat im Ausland belangt werden (Exterritorialprinzip).
Nach der Rechtslage in Deutschland ist selbst dann, wenn eine Einwilligung oder sogar das Angebot zu sexuellen Handlungen von einer Person unter 14 Jahren vorliegt, die sexuelle Handlung nach §§ 176 bzw. 176c StGB strafbar (→ Sexueller Missbrauch von Kindern). Sexuelle Handlungen gegen Entgelt mit einer Person unter 18 Jahren sind ebenfalls strafbar nach § 182 Absatz 1 StGB (→ Sexueller Missbrauch von Jugendlichen). Bis zum 5. November 2008 waren sexuelle Handlungen gegen Entgelt mit 16- und 17-jährigen erlaubt. In Deutschland erhalten junge Menschen unter 18 Jahren keine Anmeldebescheinigung nach dem Gesetz zum Schutz von in der Prostitution tätigen Personen und dürfen somit keine sexuellen Dienstleistungen anbieten.

## Verbreitung
Nach unbelegten Schätzungen von UNICEF praktizieren weltweit ca. 3 bis 4 Millionen Jugendliche und Kinder Kinderprostitution. Wissenschaftlern zufolge könnten sogar bis zu 10 Millionen Kinder in Prostitution involviert sein. Allein in Indien, wo vermutlich etwa 40 % der Menschen in Prostitution minderjährig sind, wird die Zahl prostituierter Kinder von Behörden auf 1,2 Millionen geschätzt. Auf einen öffentlich bekannten Fall werden mindestens 25–30 unentdeckte geschätzt. Die regionalen Hauptbrennpunkte sind Asien (Indien, Nepal, Thailand, Philippinen, Malaysia, Indonesien, Sri Lanka, Kambodscha, Vietnam), Lateinamerika und Karibik (Brasilien, Peru, Kolumbien, Dominikanische Republik, Mexiko, Kuba), südliches und westliches Afrika (Nigeria, Südafrika, Sambia), aber auch Osteuropa. Kinderprostitution ist aber auch in entwickelten Ländern verbreitet, in den USA beispielsweise wird die Zahl der durch Prostitution ausgebeuteten Kinder auf mindestens 100.000 geschätzt.

## Ursachen
Unterschieden werden sollten zunächst zwei verschiedene Arten von Kinder- und Jugendprostitution: einerseits die oft in Zusammenhang mit Menschenhandel erfolgte Zwangsprostitution durch Zuhälter, bei der die Opfer „Eigentum“ des Zuhälters sind. Dem gegenüber steht der sogenannte Survival Sex, bei dem sich Kinder und Jugendliche prostituieren, um finanziell überleben zu können.

### Zwangsprostitution
Die Ursachen für die Zwangsprostitution von Kindern und Jugendlichen sind oft eine Kombination aus sozialen Strukturen und einzelnen Akteuren. Durch diese Kombination kommen Kinder in Situationen, in denen Erwachsene ihre Vulnerabilität ausnutzen, um sie sexuell auszubeuten und zu missbrauchen. Der kommerziellen Prostitution geht meist sexueller Missbrauch im privaten Bereich voraus.
Einzelfälle können sich stark voneinander unterscheiden. Ein Bericht des Internationalen Kinderarbeitsbüros des US-Arbeitsministeriums besagt dazu: „Einige Opfer sind Ausreißer von zuhause oder aus staatlichen Institutionen, andere wurden von ihren Eltern verkauft oder von Leuten hereingelegt, und wieder andere sind Straßenkinder. […] Die beunruhigendsten Fälle sind jene, in denen die Kinder weggesperrt werden. Bei diesen besteht ein höheres Risiko, gefoltert und körperlich misshandelt zu werden, was bis zum Tod führen kann.“
Die meiste mediale Beachtung im Zusammenhang mit Kinder- und Jugendprostitution hat in den vergangenen Jahren Sextourismus erhalten. Die Soziologin Louise Brown argumentiert in einem Buch jedoch, dass die meisten Kunden prostituierter Kinder in Südostasien Einheimische und nicht Touristen sind.
Kinderprostitution geht oft mit Sextourismus in wirtschaftlich ärmeren Länder einher, wo Kinder aus wirtschaftlicher Armut von ihren eigenen Eltern dazu genötigt bzw. dafür verkauft oder entführt werden oder als Straßenkinder von Zuhältern zur Prostitution gezwungen werden. Vor allem aber ist die Prostitution von Kindern auch ein Teil der organisierten Kriminalität.
20 % der Opfer von Zwangsprostitution sind minderjährig, wovon die Mehrheit weiblich ist. Die Täter sind überwiegend männlich, jedoch sind auch Frauen oft Täter.

### Survival Sex
Survival sex findet statt, wenn ein Kind oder Jugendlicher an sexuellen Aktivitäten teilnimmt, um Geld, Lebensmittel, Unterkunft, Kleidung oder andere lebensnotwendige Güter zu erhalten. Diese Transaktionen finden in der Regel nur zwischen dem Kunden und der minderjährigen Person statt; ein Zuhälter ist nicht involviert.
Eine Studie zu minderjährigen Prostituierten in New York aus dem Jahr 2008 kam zu dem Ergebnis, dass 90 % ohne Zuhälter tätig waren. 95 % der Befragten gaben an, Sex gegen Geld auszuüben, da es der sicherste Weg sei, sich selbst zu versorgen. Bei einer Studie in Baltimore City aus dem Jahr 2020 gaben 73 % der befragten Mädchen an, sich ursprünglich prostituiert zu haben, um Drogen zu finanzieren, 36 % um Geld für Lebensmittel und Unterkunft zu bekommen, und 17 %, um ihre Familie finanziell zu unterstützen.

### Ausnutzung der Selbstfindung
Wenig wissenschaftlich untersucht sind Selbstfindung und die Steigerung frei verfügbaren Geldes als Motiv für Selbstprostitution. Laut einer Studie in Baltimore City wurden signifikant mehr minderjährige Prostituierte dazu genötigt, bedroht, unter Druck gesetzt oder getäuscht, um sie zur Prostitution zu bewegen, als volljährige Prostituierte – aber auch der Anteil jener Prostituierten, die sich für zusätzliches – nicht überlebenswichtiges – Taschengeld prostituierten, war signifikant höher als bei Volljährigen.
2013 kam der Film Jung & Schön in die Kinos, der die Selbstprostitution der siebzehnjährigen Protagonistin thematisierte. François Ozon, Regisseur des Films widersprach der Interpretation, Isabelle habe sich aus Vergnügen oder um des schnellen Geldes willen prostituiert. Sie habe vielmehr so gehandelt, um sich selbst zu finden. In einer Kritik wird dies ausgeführt:

„Ozon erklärt […], dass es ihm einfach um Selbstfindung ging. Um die gefährliche Zeit des Erwachsenwerdens, wenn niemand einen Grund braucht, verzweifelt zu sein. Prostitution, sagt er, sei da einfach eine Form der Selbstverletzung, wie Hungern, wie Drogen, wie das Aufritzen der Haut. […] Alle Wege stehen ihr offen, zurück in die Gesellschaft und in die Bürgerlichkeit – noch ist nichts Irreversibles passiert. Aber alle Wege, die da offenstehen, sind auch vorgezeichnet. Und eines ist mal sicher: In die Freiheit führen sie nicht.“

Die Journalisten des Kanal Y-Kollektiv kritisierten den Film dafür, dass er auf Minderjährige verharmlosend wirke. Im Zuge einer Reportage begleiteten sie ein Mädchen, das aufgrund des Filmes mit 13 Jahren begann, sich für Prostitution zu interessieren. Einstiegsmotive, sich auf die Anzeige eines 50-Jährigen zu melden, sollen für die fast 14-Jährige der Reiz des Verbotenen, ein Sich-Auszuprobieren und auch die finanzielle Unabhängigkeit von den Eltern gewesen sein. Ohne das erste Mal mit einem für sie unattraktiven Mann richtig verarbeitet zu haben, beginnt sie nach Jahren der Depression und des Gefühls der Minderwertigkeit wieder mit TG-Treffen. Des Geldes wegen, aber auch wegen des Gefühls, besonders und gewollt zu sein, kann sie nicht aufhören, auch wenn sie bis heute nicht gelernt hat, beim Sex „nein“ zu sagen, und bereits gegen ihren Willen gefesselt oder gewürgt wurde.

## Sachlage in Deutschland
Über die Anzahl minderjähriger Prostituierter in Deutschland finden sich Erhebungen, die zwischen 3 und 11 Prozent gemessen an der gesamten Prostitution schwanken, bzw. Angaben, die von ca. 10.000 bis 20.000 prostituierten Jugendlichen und Kindern ausgehen. Eine genauere Zahlenangabe dieser illegalen Fälle erweist sich naturgegeben als problematisch.
Nach Angaben einer ZDF-Dokumentation vom 9. Dezember 2003 nimmt die Anzahl minderjähriger Prostituierter in Deutschland mehr und mehr zu, wobei der Anteil der Jüngeren immer stärker ansteigt. So war jede elfte Prostituierte, die im Jahre 2002 Kontakt mit der Dortmunder Mitternachtsmission hatte, minderjährig. Trotz des augenscheinlichen Handlungsbedarfs werden öffentliche Fördermittel für Hilfsprojekte immer knapper.
Oft prostituieren sich die Minderjährigen aus sozialer oder existentieller Not heraus. Auch die minderjährigen Stricher sind hier zu nennen. Durch Drogenabhängigkeit kann ein Teufelskreis entstehen. Nur ein Teil der minderjährigen Prostituierten tritt offen auf dem Babystrich (Orte, an denen sich Minderjährige anbieten) mit Kunden in Kontakt, vielfach finden die Vermittlungen über Dritte statt. Ca. 90 Prozent der betroffenen Kinder und Jugendlichen, die von Hilfsorganisationen betreut werden, erlebten bereits in ihrer Familie oder dem Angehörigenkreis sexuelle Übergriffe, viele auch andere körperliche Misshandlungen. In einigen Fällen fanden die Übergriffe zudem zur Erzeugung von Kinderpornografie statt.

## Sachlage in Österreich
Offizielle Zahlen und Statistiken zur Thematik Kinderprostitution sind nicht vorhanden. Lediglich im Rahmen der Verurteilungs- und Anzeigenstatistiken sind teilweise Zahlen (jedoch wenig aussagekräftig) zu bekommen.
Jedoch gibt es von Einrichtungen, welche mit minderjährigen Prostituierten in Kontakt kommen, entsprechende Hinweise. Eine Studie aus dem Jahr 2005 gibt weiters Aufschluss über die Existenz von Kinderprostitution. Insgesamt wurden 40 Interviews in Wien sowie fünf in Salzburg durchgeführt. Der Großteil der Befragten war unter 18 Jahre alt, wobei in Salzburg auch ältere Jugendliche befragt wurden, die jedoch zu 40 % mit 18 bzw. 20 % mit 19 Jahren ihre erste Erfahrung im Prostitutionsbereich hatten. Die Studie von Tener/Ring 2006 war zwar hauptsächlich im qualitativen Bereich angesiedelt (Befragung von 25 Personen) und ist daher nicht repräsentativ für ganz Österreich. Sie zeigt dennoch die Existenz einer eigenen Szene von minderjährigen österreichischen Prostituierten in Wien. Neben Wien gibt es auch noch entlang der tschechisch-österreichisch-deutschen Grenze eine Kinderprostitutions-Szene.